# István Szeli
István Szeli (serbische Schreibung: Ištvan Seli; * 11. September 1921 in Senta, Vojvodina, Jugoslawien; † 25. Februar 2012) war ein jugoslawischer Literaturwissenschaftler, der sich mit der ungarischen Literatur des 18. und 19. Jahrhunderts beschäftigte.
Nach dem Abitur in Subotica studierte er Ungarische Sprache und Literatur an der Loránd-Eötvös-Universität in Budapest und promovierte an der Universität Novi Sad, wo er ab 1974 als ordentlicher Professor lehrte. Seit 1991 war er Vollmitglied der Serbischen Akademie der Wissenschaften und Künste.

## Werke
- Nemzeti irodalom, nemzetiségi irodalom (Nationale Literatur, Nationalitätenliteratur), 1974
- Nastanak Vojvodjanske Akademije Nauka i Umetnosti  (Die Gründung der Akademie der Wissenschaften und Künste der Vojvodina), 1981
- Istorijske i književne paralele (Historische und literarische Parallelen), aus dem Ungarischen übersetzt von Sándor Páll, 1987
- Nyelvünk, kultúránk, nyelvi kultúránk (Sprache, Kultur, Sprachkultur), 1997, ISBN 86-323-0398-8